# Charles J. Hughes
Charles James Hughes, Jr., född 16 februari 1853 i Kingston, Missouri, död 11 januari 1911 i Denver, Colorado, var en amerikansk demokratisk politiker. Han representerade delstaten Colorado i USA:s senat från 1909 fram till sin död.
Hughes avlade 1873 juristexamen vid University of Missouri. Han inledde 1877 sin karriär som advokat i Missouri och flyttade 1879 till Colorado. Han var elektor för William Jennings Bryan i presidentvalet i USA 1900. Han undervisade i juridik vid University of Denver och vid Harvard Law School.
Hughes efterträdde 1909 Henry M. Teller som senator för Colorado. Han avled 1911 i ämbetet och gravsattes på Fairmount Cemetery i Denver.